# Johannes Wtenbogaert
Johannes Wtenbogaert ou Uytenbogaert (11 février 1557 – 4 septembre 1644) est un pasteur protestant néerlandais, un des dirigeants de la fraternité remonstrante.

## Biographie
Johannes Wtenbogaert est né à Utrecht. Il est élevé dans la religion catholique romaine, et suit les cours de l'école de Saint-Jérôme. Il envisage une carrière juridique, mais il rompt avec l'Église catholique en 1578, lorsque celle-ci interdit d'assister aux sermons d'Huibert Duifhuis (1531-1581). Il part alors à Arnhem et se met au service du Comte Jean de Nassau, et retourne ensuite à Utrecht pour devenir pasteur. Il est alors mêlé à un conflit entre Duifhuis et un groupe calviniste lié au consistoire.
En 1580 Wtenbogaert est envoyé aux frais de la ville étudier la théologie à Genève, où il fait connaissance de Théodore de Bèze, mais il a plus de sympathie pour Jacobus Arminius. À son retour à Utrecht, en 1584, il se retrouve dans une position inconfortable, les conflits perdurant, jusqu'à ce qu'en 1590 les magistrats de la ville déposent les prédicateurs des deux côtés.
Il va ensuite en 1591 à La Haye, à l'invitation de Maurice de Nassau, et de la paroisse wallonne. Il soutient et attire l'attention de Johan van Oldenbarnevelt. Influent, il devient après la mort d'Arminius en 1609 le chef de file du parti arminien ou remonstrants. Ce nom vient de la « remonstrance » du 14 janvier 1610 adressée aux États de Hollande et de Frise-Occidentale, orchestrée par Wtenbogaert et Oldenbarnevelt. Wtenbogaert publie à ce moment son Tractaet, provoquant une controverse et, malgré les conférences de 1611 et 1613, un schisme avec le parti calviniste ou gomariste.
Le prince Maurice de Nassau lui retire son soutien, et en 1617, les États se décident pour un synode, contre la volonté des remonstrants. Wtenbogaert perd courage, et demande à être relevé de sa charge en mars 1618. Lorsque, le 29 août 1618, Oldenbarnevelt, Hugo Grotius, et Rombout Hogerbeets sont arrêtés, il fuit à Rotterdam puis à Anvers. Le 24 mai 1619, il est banni de la République néerlandaise et ses biens confisqués, pour avoir introduit de nouveaux points de vue contraires à l'acceptation de la théologie réformée. En octobre, il écrit pour sa défense au Prince Maurice, tout en continuant à diriger les affaires des remonstrants. En octobre 1621, il s'installe à Rouen.
Le prince Maurice meurt en 1625, et Frédéric-Henri, prince d'Orange, un de ses élèves, lui succède comme stathouder. Wtenbogaert revient en septembre 1626, mais Frederic-Henri ne veut pas soutenir ouvertement les remonstrants, tout en accordant protection à son ancien professeur. Il prêche à La Haye, et reprend possession de ses biens. Il travaille le reste de sa vie à sa cause et écrit une autobiographie et une histoire de l'église. Il meurt à La Haye en 1644.